# بطالهيوك (أديامان)
بطالهيوك (بالكردية: Betalûg‏) (بالتركية: Battalhüyük)‏ هي قرية تتبع إداريّاً لمديرية أديامان في محافظة أديامان التركية الواقعة في جنوب شرق الأناضول. وبلغ عدد سكانها 232 نسمة في عام 2021.